# Protomycopsis leucanthemi
Protomycopsis leucanthemi (лат.) — вид паразитических грибов из семейства Протомициевые (Protomycetaceae), вызывает пятнистость листьев у видов нивяника (Leucanthemum) и тысячелистника (Achillea).
На поражённых листьях появляются слегка выпуклые пятна с нечёткими границами размерами 5—6 мм, серовато-жёлтого цвета. 
Аскогенные клетки (см. Протомициевые#Морфология) формируются терминально (на концах гиф), они шаровидные или широкоэллипсоидные, бородавчатые, размерами 40—50×35—45 мкм, с оболочкой толщиной до 6 мкм. Аскоспоры размерами 4×2,5 мкм.
Спороношение происходит в июле — сентябре.
Protomycopsis leucanthemi был описан в Австрии на нивянике обыкновенном (Leucanthemum vulgare), также известен на Британских островах, в Германии, Норвегии, Швейцарии и Словакии.